# جوشکار
در یک مفهوم وسیع، جوشکار کسی است، آماتور یا حرفه ای، که از تجهیزات جوش استفاده می‌کند، شاید به خصوص کسی که اغلب از چنین تجهیزاتی استفاده می‌کند. از یک نظر جزئی تر، جوشکار یک صنعتگر است که در زمینه ترکیب مواد با هم تخصص دارد.